# Equação de Arrhenius

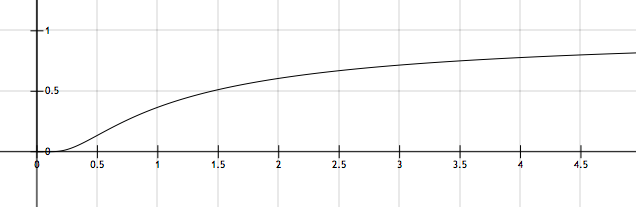
Equação de Arrhenius

A Equação de Arrhenius permite calcular a variação da constante de velocidade de uma reação química com a temperatura. É uma equação bastante utilizada na cinética química, onde é utilizada também para a determinação da energia de ativação de reações. A Equação de Arrhenius é determinada por:
{\displaystyle \ k=Ae^{\frac {-E_{a}}{RT}}}
Onde:
k = constante de velocidade; ou velocidade específica de reação;
A = fator pré-exponencial ou fator de frequência(depende, dentre outros, da área de contato);
Ea = Energia de ativação (J/mol ou cal/mol);
R = constante dos gases = 8,314 J/mol*K;
T = temperatura absoluta, K.;
Escrevendo a expressão utilizando-se logaritmo natural, temos:
{\displaystyle \ln(k)=\ln(A)-{\frac {E_{a}}{R}}{\frac {1}{T}}}
Neste caso, a utilização do expoente neperiano não é necessária para a equação. Esta expressão é mais simples para se trabalhar numericamente. Nesta situação, podemos expressar o logaritmo natural de k em função da recíproca da temperatura (1/T) em um plano cartesiano. Como resultado, o declive da própria reta determina a energia de ativação (na expressão equacional, o termo -Ea/R.)